# 松澤成文
松澤成文（1958年4月2日—）是一名知名日本政治人物，曾經擔任神奈川縣知事、神奈川縣議會議員和次時代黨黨首，現任參議員。出生於神奈川縣川崎市多摩區，曾經先後就讀川崎市立生田小學校、慶應義塾中等部、慶應義塾高等學校、慶應義塾大學法学部政治学科，其後又入讀松下政經塾第三期。